# Techtronic Industries
Techtronic Industries Company Limited è un’azienda multinazionale operante nella progettazione, produzione e vendita di elettroutensili, accessori, utensili manuali, attrezzatura da giardino e per la cura dei pavimenti. Il portafoglio di marchi di TTI, destinato sia ad utilizzatori professionali che a privati (DIY), include: Milwaukee, AEG, Ryobi, Homelite, Empire, Imperial Blades, Stiletto, Hart, Hoover, Oreck, Vax e Dirt Devil.